# Indonéská rupie
Indonéská rupie (oficiální název rupiah) je platidlem Indonésie v jihovýchodní Asii. Její ISO 4217 je IDR. Zkratka pro rupii je Rp. Jedna setina rupie se nazývá sen, ale pro jeho nízkou nominální hodnotu neexistují žádné mince nebo bankovky v nominálních hodnotách senu.

## Chronologický přehled měn Indonésie
- Období pod nizozemskou nadvládou (do roku 1945) - Dnešní Indonésie byla nizozemskou kolonií pod názvem Nizozemská východní Indie. Na tomto území se používal nizozemský gulden. Od roku 1817 se používal zároveň i gulden Nizozemské východní Indie, který byl pevně svázán s nizozemským v poměru 1:1. Od roku 1845, kdy proběhla decimalizace se oba guldeny skládaly ze 100 centů.
- Období 2. světové války a boje o nezávislosti (1942-1949) - Japonsko obsadilo Nizozemskou východní Indii v roce 1942 a pokračovalo v používání guldenu pouze jeden rok. 7. března 1943 zavedlo novou měnu - rupii. Tato měna zanikla v roce 1946, krátce po konci 2. světové války.
 V roce 1945 vyhlásila dnešní Indonésie jednostranně nezávislost, kterou ovšem Nizozemsko neuznalo. Vznikla tak situace, kdy se souběžně používaly 3 rozdílné měny : nizozemská správa dále vydávala znovuobnovený gulden, Jávská banka vydávala vlastní rupie a existovala ještě tzv. „guerillová“ rupie. Roku 1949 uznalo Nizozemsko nezávislost Indonésie a novou jedinou měnou se stala indonéská rupie.
- Období nezávislého státu (od roku 1949) - V roce 1965 se uskutečnila měnová reforma, která udělala z 1000 „starých“ rupií 1 „novou“ rupii.
  - Přestože Nizozemsko uznalo v roce 1949 Indonésii, nechalo si pod vlastní správou západní Papuu pod názvem Nizozemská Nová Guinea. Na tomto území se mezi léty 1950 a 1963 používal gulden Nizozemské Nové Guiney. V roce 1963 byl nahrazen místní „Irian Barat rupií“. V roce 1969 byla Nizozemská Nová Guinea začleněna do Indonésie jako provincie Papua a Irian Jaya Barat. Od 18. února 1971 je indonéská rupie jediným platidlem i zde.
  - Souostroví Riau, jedna ze současných indonéských provincií, používalo mezi léty 1950 a 1963 malajský dolar. Od 1963 do 1964 existovala „rupie Riau“, která byla v roce 1964 nahrazena indonéskou rupií.
  - Roku 1975 anektovala Indonésie Východní Timor, který se vymanil z portugalské koloniální moci. Mezi léty 1975 a 2000 se ve Východním Timoru, který byl součástí Indonésie, používala indonéská měna. V roce 2000 přijal Východní Timor za svou měnu americký dolar, ale souběžně vydává vlastní mince určené k oběhu.

## Mince a bankovky
- Mince mají nominální hodnoty 25, 50, 100, 200, 500 a 1000 rupií.
- Bankovky v oběhu jsou 1 000, 2 000, 5 000, 10 000, 20 000, 50 000 a 100 000 rupií.

| Platné Indonéské bankovky | Platné Indonéské bankovky | Platné Indonéské bankovky | Platné Indonéské bankovky | Platné Indonéské bankovky | Platné Indonéské bankovky | Platné Indonéské bankovky |
| Vyobrazení                | Vyobrazení                | Hodnota                   | Rozměry                   | Barva                     | Barva                     |                           |
| Avers                     | Revers                    | Hodnota                   | Rozměry                   | Barva                     | Barva                     |                           |
| ------------------------- | ------------------------- | ------------------------- | ------------------------- | ------------------------- | ------------------------- | ------------------------- |
|                           |                           | 1 000 rupií               | 121 × 65 mm               |                           | žlutá                     |                           |
|                           |                           | 2 000 rupií               | 126 × 65 mm               |                           | šedá                      |                           |
|                           |                           | 5 000 rupií               | 131 × 65 mm               |                           | oranžová                  |                           |
|                           |                           | 10 000 rupií              | 136 × 65 mm               |                           | fialová                   |                           |
|                           |                           | 20 000 rupií              | 141 × 65 mm               |                           | zelená                    |                           |
|                           |                           | 50 000 rupií              | 146 × 65 mm               |                           | modrá                     |                           |
|                           |                           | 100 000 rupií             | 151 × 65 mm               |                           | červená                   |                           |